# Diccionario abreviado del surrealismo
El Diccionario abreviado del surrealismo fue publicado en 1938, con ocasión de la Exposición Internacional del Surrealismo, catorce años después del primer manifiesto del grupo. Los poetas André Breton (1896 – 1966) y Paul Élaurd (1885 – 1966) propusieron una diccionario-collage en el que los términos próximos al movimiento surrealista son definidos con humor por sus principales autores (Salvador Dalí, Philippe Soupault, Robert Desnos, Jean Arp, Man Ray, Louis Aragón, Benjamin Péret, René Crevel o Max Enst) o miembros cercanos al movimiento (Tristán Tzara, Pablo Picasso, Arthur Rimbaund o  Marcel Duchamp). Estamos ante un ejemplo más de un discurso estético imaginativo, propio del surrealismo.